# حلول
حُلول در فلسفه و الاهیات به معنی «فرودآمدن و نازل‌شدن در محلی» است.

## مسیحیت
تجسم مسیح از مباحث اساسی در الٰهیات مسیحی است که بر طبق آن خدا جسمی برگزید و آن جسم بدن عیسی بود. مطابق دیدگاه مسیحیان، ذات الهی پسر خدا با جسم انسانی در وجود عیسی متحد شده‌اند.

## اسلام
متکلمان مسلمان اعتقاد مسیحیان را اعتقاد به حلول و اتحاد دانسته و آن را رد کرده‌اند. متکلمان اسلامی معانی مختلفی را برای حلول مطرح کرده‌اند. به عنوان مثال، حلول جواری به صورت «قیام تَبَعی چیزی به چیز دیگر به‌سبب امتناع قیام بالذاتِ آن چیز» تعریف‌شده‌است. مثالی از حلول جواری، آب درون کوزه است که در جایی قرار دارد که کوزه در آن‌جاست و به عبارتی مکان آب تابع مکان کوزه‌است.